# سوكولوفو
سوكولوفو (بالبلغارية: Соколово)‏ قرية تقع إدارياً ضمن بلدية دريانوفو ‏ في بلغاريا. ويبلغ عدد سكانها 41 نسمة حسب تعداد 15 مارس 2015. تعتمد سوكولوفو للبريد على الرمز البريدي 5392.